# Horst Slevogt
Horst Herbert Slevogt (* 4. Juli 1922 in Eckernförde; † 20. November 2011 ebenda) war unter anderem ein deutscher U-Boot-Kommandant im Zweiten Weltkrieg, Aufsichtsratsvorsitzender der Chase-Manhattan-Bank-Tochter Familienbank, Honorarprofessor für Bankbetriebslehre an der Universität Kiel und Autor.

## Leben
Horst Slevogt wuchs in Eckernförde auf (Villa Kruckau) und machte dort das Abitur. Im Alter von 17 Jahren trat er als Offiziersanwärter in die Kriegsmarine ein. Nach der Grund-, Bord- und U-Boot-Ausbildung in den Jahren 1939–1941 und einer Baubelehrung für U 218 wurde er 1942–1943 zunächst 2. und dann 1. Wachoffizier auf U 218. Nach einem Kommandanten-Lehrgang und Kommandanten-Schießlehrgang 1943 wurde Slevogt Kommandant von U 62 (1943/1944).
Es folgten 1944/45 Lehrgänge und Baubelehrung für U 3032, einem Elektroboot, ehe er 1945 das Kommando dieses erst Anfang 1945 in Dienst gestellten U-Bootes übernahm („Indienststellungskommandant“). U 3032 wurde am 3. Mai 1945 im Fehmarnbelt von der Britischen Luftwaffe durch Hawker Typhoons versenkt. Es gab 28 Tote beim Angriff.
Nach dem Zweiten Weltkrieg studierte Slevogt an der Universität Kiel Wirtschafts- und Sozialwissenschaften und reichte 1955 seine Dissertation Kennzifferstatistik als Hilfsmittel der Bilanzkritik an der Wirtschafts- und sozialwissenschaftlichen Fakultät der Universität Frankfurt ein. Anschließend war er als Bankmanager und Unternehmensberater (u. a. in Düsseldorf) tätig. Beispiele seiner Beratertätigkeit sind die Deutsche Bank Anfang der 1960er Jahre und die Kundenkreditbank. Er übernahm Mitte der 1970er Jahre  den Vorsitz des Aufsichtsrates der Chase-Manhattan-Bank-Tochter Familienbank. Hohe Zinsen für Einlagen bei gleichzeitig rigoroser Vereinfachung des Angebotes war Slevogts Devise für die Familienbank.
Am Institut für Betriebswirtschaftslehre der Wirtschafts- und Sozialwissenschaftlichen Fakultät der Universität Kiel war Horst Slevogt Honorarprofessor und nahm auch in dieser Zeit zu aktuellen betriebswirtschaftlichen Themenfeldern öffentlich Stellung. So warf er 1989 den Banken und Sparkassen vor, sie kalkulierten im Zahlungsverkehr Kosten und Erträge falsch, so dass sie zum Ergebnis kämen, diese Sparte sei defizitär.
In seiner Heimatstadt Eckernförde beschäftigte sich Slevogt mit politischen Themen (so legte er seiner Partei, der SPD, zur Wirtschaftlichkeit des umstrittenen Bauprojekts Borbyhof eigene Gegenberechnungen vor), recherchierte über die Stadtgeschichte und veröffentlichte die Geschichte in seinen Buchbänden Eckernförde – Die Geschichte einer deutschen Kaufmannsstadt im Herzogtum Schleswig.

## Familie
Horst Slevogt war von 1951 bis 1971 mit Gisela Slevogt (geb. Müller-Vollmer) verheiratet. Aus dieser Ehe gingen drei Töchter hervor. In 2. Ehe verheiratet war Horst Slevogt mit Elisabeth Slevogt (geb. Neuhaus), mit der er zusammen den 1970 geborenen Sohn Markus Christian Slevogt hatte. Dieser studierte auch Wirtschaftswissenschaften und ist derzeit in Istanbul tätig.

## Veröffentlichungen
- Kennzifferstatistik als Hilfsmittel der Bilanzkritik, Dissertation, Frankfurt 1955

Nachdruck: Verlag Dr. Kovač, Hamburg 1991, ISBN 978-3-925630-49-1
- Marketing im Bankgeschäft, Festschrift für Walter Kaminsky, Verlag Knapp, Frankfurt/Main 1978 (Sonderdruck aus Die Finanzen des privaten Haushalts)
- Ist der Zahlungsverkehr wirklich (so) defizitär? CAU, Institut für Betriebswirtschaftslehre, Kiel 1982
- Entscheidungsorientierte Kundenkalkulation auf der Grundlage von Strukturnormen, Opportunitätszinsen und Standardkosten, CAU, Institut für Betriebswirtschaftslehre/ZBW, Kiel 1987
- Die werthvollste Trophäe. Die Geschichte der Segelfregatte „Gefion“ und ihrer Galionsfigur mit einer seekriegsgeschichtlichen Würdigung des 5. April 1849, Eckernförde 1984
- Eckernförde – Die Geschichte einer deutschen Kaufmannsstadt im Herzogtum Schleswig

Band 1: Von den Anfängen bis zur Reformation. Husum Verlag, Husum 1997, ISBN 978-3-88042-820-1
Band 2: Von gottorfischer über dänische zu preußischer Herrschaft. Husum Verlag, Husum 2006, ISBN 978-3-89876-183-3
- darüber hinaus diverse Artikel in wissenschaftlichen Zeitschriften